# 谢家福
谢家福（1847年—1897年），榜名家树，字绥之（一字锐止），号望炊、望炊楼主人、锐庵、桃园主人等，吴县桃花坞人，苏州生员出身，晚清实业家、慈善家、小说家，洋务运动人物，著有《靖康稗史》（有争议）、《烬余录》、《甲申日记》等历史小说。

## 生平
谢家福于道光二十七年（1847年）出生于苏州城内桃花坞，家境殷实，父亲谢元庆（字蕙庭）是一名中医，也是当地知名的慈善家。谢家福自幼接受儒家传统教育，但是在他六岁时太平天国占领南京，江南科举连停12年，十四岁时太平军占领苏州，父子被太平军俘虏，二人侥幸逃出，父亲死于逃亡途中，年仅15岁的谢家福随祖母漂泊上海，靠祖母做针线为生。太平天国之乱平定后，作为医术传家的地方望族之后，官府请谢家福协理阊门地区的善后。在仕途上，谢家福顺利成为吴县庠生，同治七年（1868年）补苏州府学博士子弟生，时年21岁。同治八年（1869年）入职江苏舆图局，董理江北舆图，后来负责分校各国舆图，从此开始学习外语。同治十年（1871年），入学江南制造局下属上海广方言馆，当时广方言馆的录取年龄在20岁以下，但因为读书人皆以科举为正途，广方言馆往往招不满人，谢家福才得以超龄入学。谢家福在广方言馆从教于金楷理，毕业后在江南制造局翻译馆从事翻译工作，亲自赴各沿海、沿江各险要考察，留下不少有关海防的书籍。
清朝光绪元年至四年（1875年-1878年）间全国性的丁戊奇荒给谢家福留下了深刻印象，当时清政府救灾不力，灾区救济反而由外国教会和驻华官员承担。朋友都劝谢家福募款便可、不必亲往，他认为外国人可以到中国的土地赈灾，中国人怎么能不到中国自己的地方赈灾，中国人不应该在本国的社会救济和慈善公益上落后于外国人，由此成为了最早跨越省区组织全国民间慈善事业的中国人，他所在的苏州桃花坞、上海电政总局也在后来成为民间义赈灾济的组织中心。光绪二年（1876年）苏州、苏北同时发生饥荒，谢家福不仅组织本地救灾工作，还收留了流落苏州的江北难民。光绪三年（1877年），谢家福原本只是到江苏省内的苏北赈灾，听闻“耶稣教（新教）之洋人慕惟廉、倪惟思、李提摩太及烟台领事哲美生等在东（山东）赈济灾民”，回到苏州之后“深惧敌国沽恩，异端借肆，不能无动于衷，顾以才微力薄，莫可挽回”，灾民“几乎知有洋教，不知有中国矣”，并且认为长此以往“民心外属，异教横恣”，出于强烈的爱国心，他再度筹款北上，在山东灾区创设义塾和留孩所。光绪四年（1878年）山东、山西、河南、陕西、直隶旱灾，谢家福劝募筹款银钞二百余万两，亲赴河南灾区赈灾。到光绪二十三年（1897年）去世之前，各地大小灾荒几乎无役不与，光绪帝为此七次嘉奖，并恩准建“乐善好施”牌坊。
在光绪初年的洋务运动中，谢家福意识到电报对于协调统筹各地救灾的重要性，极力支持盛宣怀开办电报，是中国电报事业的先驱之一。李鸿章在直隶总督任上曾多次征召谢家福北上直隶，但谢家福以孝顺家母为由推脱，后来李鸿章请他出任招商局会办也遭到拒绝。光绪六年（1880年）李鸿章奏请开设天津至上海的电报线路，以天津为电报总局，苏州、上海也设分局，光绪七年（1881年）谢家福以国子监学正议叙知府衔先后主政上海、苏州两地电报分局，后来成为上海电报局的四大商董之一。光绪十年（1884年）浙江、福建、江苏电报线路完工后上海电报分局升电政总局，谢家福升任总局总办，各地负责人几乎都是地方义赈领袖，以电报为纽带江南慈善事业开始走向联合，并在后来利用电报统筹光绪九年（1883年）山东大水、光绪十三年（1887年）黄河决口等赈灾事项。谢家福自己则在不久后母丧丁忧，原本李鸿章上奏以直隶知县补用夺情，谢家福在直隶时亲身经历了朝野内外关于兴办电报的毁谤，乃至于他提交技术建议都被驳回，以“每每格于时议”、“未能见施行”回击空谈的官吏，愤而辞职回乡。
回乡后，重修私家园林五亩园，创办儒孤学舍，免费收容并教授孤儿西学，后来在儒孤学舍的基础上于光绪十八年（1892年）创办苏州电报传习所。光绪二十年（1894年），中日爆发甲午战争，谢家福主动写信给李鸿章，承诺筹款三千万用于购买战舰和炮弹，并且愿意辞去一切职务专务于军事参谋，但李鸿章未有回应，年底谢家福便开始重病。甲午战败之后，谢家福虽然重病在身，却仍然关注时务、发表议论，并响应盛宣怀倡议于光绪二十二年（1896年）三月开始筹建桃花坞中西学堂，九月九日重阳节谢家福病情恶化、咳血，但在十月招生时候仍坚持到场，十一月初一弥留之际仍口授遗嘱，仍不忘学校事务，是日离世。儒孤、中西成为苏州电报传习所的基础班和进阶班，苏州电报传习所每年定向向苏州电报分局输送人才，成为了晚清培养电报人才的三大基地。
光绪十八年（1892年），謝家福將《靖康稗史》七种的抄本贈送給杭州府藏书家丁丙；丁丙將其收藏在八千卷楼。

## 延伸阅读
[在维基数据编辑]
 《清史稿·卷451》